# Chenard & Walcker Sport

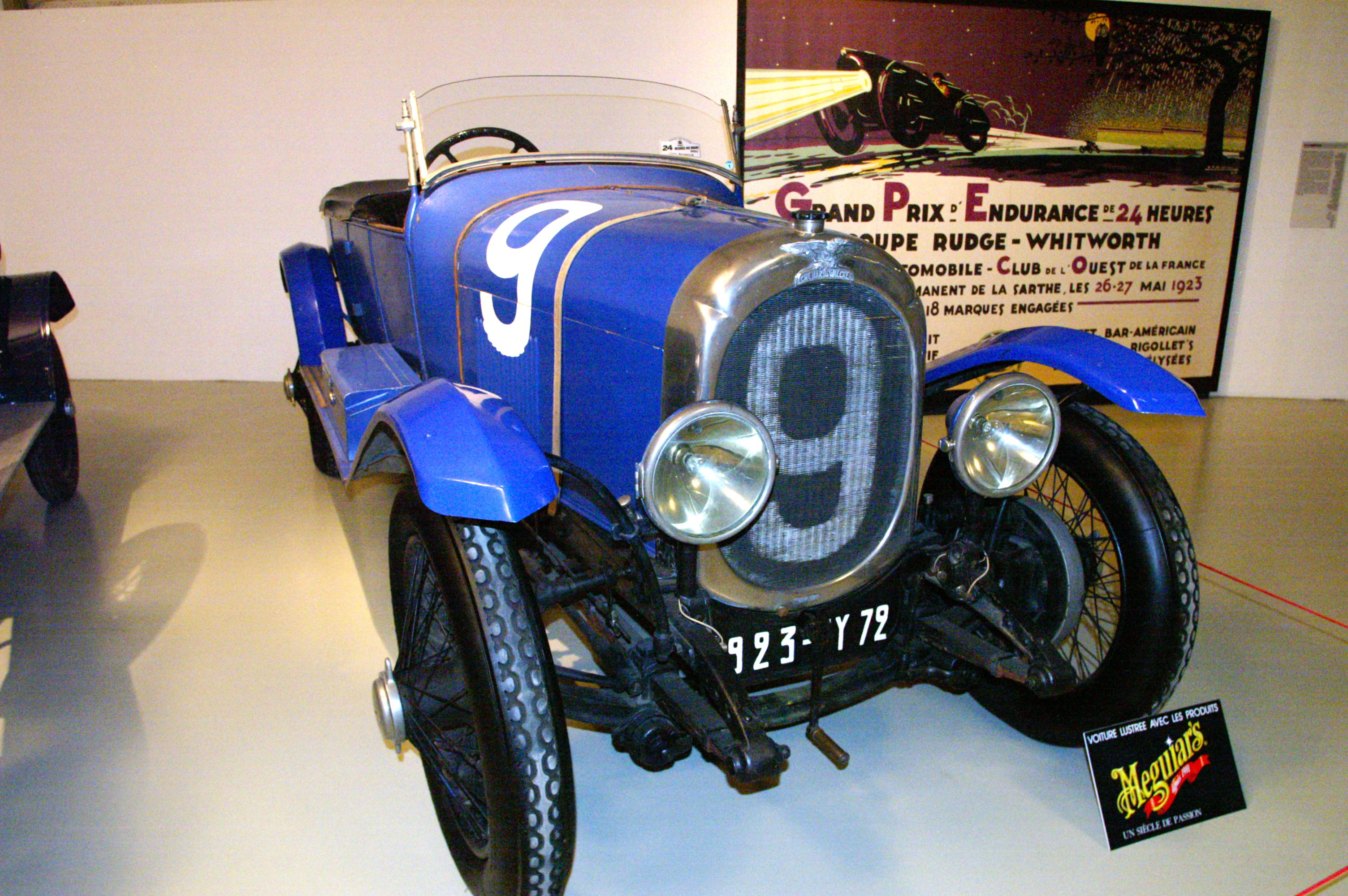
Der Siegerwagen der 24 Stunden von Le Mans 1923. André Lagache und René Léonard fuhren diesen Chenard & Walcker Sport zum Gesamtsieg

Der Chenard & Walcker Sport war ein Rennfahrzeug, das 1922 bei Chenard & Walcker für Rennzwecke entwickelt wurde.

## Entwicklungsgeschichte
Der Chenard & Walcker Sport war ursprünglich ein normales Straßenfahrzeug, das bei Chenard & Walcker in Asnières-sur-Seine gebaut wurde. Das Fahrzeug hatte einen 3-Liter-4-Zylinder-Reihenmotor mit oben liegender Nockenwelle und schräghängenden Ventilen.

## Renngeschichte
Beim ersten 24-Stunden-Rennen von Le Mans 1923 waren zwei Sport am Start. Laut dem Reglement des Rennens mussten mindestens 30 Stück eines am Rennen teilnehmenden Fahrzeugtyps gebaut werden, was vom 1922 eingeführten Sportmodell leicht erreicht wurde. In Le Mans feierte Chenard & Walcker mit dem Wagen einen Doppelsieg. André Lagache und René Léonard siegten mit einer Durchschnittsgeschwindigkeit von 92,064 km/h vor ihren Markenkollegen Raoul Bachmann und Christian Dauvergne. Ein Sportmodell kam auch 1924 in Le Mans zum Einsatz. Raoul Bachmann bestritt das Rennen diesmal mit seinem Bruder Fernand und konnte das Rennen nach einem Unfall in der sechsten Runde nicht beenden.